# Legio Mariae
Die Legio Mariae ist eine 1921 in der Republik Irland entstandene katholische Laienorganisation.

## Geschichte
Am 7. September 1921 gründeten mehrere Laien unter Leitung von Frank Duff in Dublin die „Gemeinschaft Unserer Lieben Frau von der Barmherzigkeit“, die ab 1925 unter dem lateinischen Namen „Legio Mariae“ (englisch „Legion of Mary“, deutsch „Legion Mariens“) bekannt wurde.
Die Mitglieder waren zunächst Frauen und ab 1929 auch Männer. Sie machten Besuche in Krankenhäusern, später begannen sie mit Straßenapostolat und der Betreuung von Randgruppen wie etwa Prostituierten und Obdachlosen.
Da diese Form des Laienapostolats für die damalige Zeit sehr ungewöhnlich war, konnte erst eine Empfehlung von Papst Pius XI. im Jahr 1931 die Bedenken der vorgesetzten kirchlichen Stellen allmählich zerstreuen.
Die Gemeinschaft breitete sich zunächst in Irland, seit 1928 in Schottland und England, seit 1931 in Indien und den USA aus. 1933 entstand das erste Präsidium in Afrika, wo besonders Edel Mary Quinn seit 1936 für die Ausbreitung sorgte. Seit 1937 wurden Legionsgruppen in China errichtet. Nach der kommunistischen Machtergreifung durch Mao Zedong wurden viele Legionäre verhaftet und starben in Gefängnissen. Seit 1940 verbreitete sich die Gemeinschaft auf dem europäischen Kontinent: in Deutschland 1944 in Ravensburg durch Hilde Firtel, in Österreich am 2. Februar 1949 in Wien. Die Gründung erfolgte in Österreich durch Friedrich Wessely und 1953 durch Alfie Lambe in Südamerika.
Heute ist die Legion weltweit vertreten und hat nach eigenen Angaben etwa 2,2 Millionen aktive Legionäre und ungefähr 10 Millionen Hilfslegionäre. Auch die Päpste Pius XII. (1953), Johannes XXIII. (1960), Paul VI. (1965) und Johannes Paul II. (1982) haben die Tätigkeit der Legion Mariens lobend gewürdigt.

## Mitgliedschaft
Die Mitgliedschaft steht grundsätzlich allen getauften Katholiken offen. Nach einigen Besuchen eines Präsidiums kann man der Legion für drei Monate als Probemitglied beitreten. Anschließend wird entschieden, ob man der Legion dauerhaft als aktives Mitglied beitritt. Während der Probezeit lernen die Probemitglieder das Legionssystem kennen, indem sie das Handbuch der Legion Mariens lesen und sich Berichte von Legionären über ihre aktive Arbeit anhören. Am Ende der Probezeit legen die Mitglieder das „Legion-Versprechen“ ab, ein Treuegelöbnis gegenüber dem Heiligen Geist und Maria, und werden zu dauerhaften aktiven Mitgliedern.
- Aktive Mitglieder oder Legionäre: verrichten wöchentlich ein bis zwei Stunden lang eine apostolische Arbeit, die immer zu zweit durchgeführt wird, und nehmen am wöchentlichen Präsidiumstreffen teil. Sie sind im Gehorsam zur Einhaltung der im Handbuch der Legion Mariens festgelegten Regeln verpflichtet.
- Betende Mitglieder oder Hilfslegionäre: unterstützen die Legion Mariens durch das tägliche Beten des Rosenkranzes und – als eine „Catena Legionis“ (lateinisch Gebetskette der Legion) – der Legionsgebete.
- Prätorianer: Legionäre, die zusätzlich täglich die Heilige Messe mitfeiern, das Stundengebet und den Rosenkranz beten.
- Adjutoren: betende Mitglieder, die zusätzlich täglich die Heilige Messe mitfeiern und das Stundengebet beten.

## Organisation

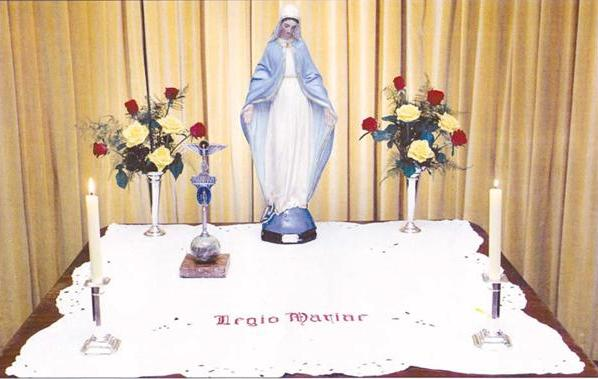
Legionsaltar, um den sich das Präsidium versammelt

Das Präsidium ist kleinste Gruppe der Legion, die sich einen marianischen Namen (z. B. „Mariae Heimsuchung“) gibt. Präsidien dürfen nur gegründet werden, wenn der zuständige Bischof die Legion für seine Diözese genehmigt. In einer Pfarrgemeinde muss der Pfarrer der Errichtung eines Präsidiums zustimmen.
Das Präsidium wird von einem Laien (Präsident oder Präsidentin) geführt und trifft sich jede Woche zum Gebet und zur geistlichen Lesung. Die Mitglieder berichten von ihrer Arbeit und erhalten neue Arbeitsaufträge. Geistliche Leiter (ein Priester, Ordensbruder oder eine Ordensfrau), die das Präsidium betreuen, halten eine Allocutio (kurze Ansprache).
Jedes Präsidium muss einem höheren Rat angeschlossen sein.
Die höheren Räte Curia, Comitium, Regia und Senatus haben die Aufgabe, die Präsidien regelmäßig zu besuchen und die Einhaltung der Legionsregeln zu überwachen. In Deutschland gibt es die Regia Köln, den Senatus Frankfurt und die Regia München. Ganz Österreich ist dem Senatus Wien unterstellt; im Jahr 2020 gab es in diesem Land 1.477 Legionäre und 8.664 Hilfslegionäre.
Der oberste Rat ist das Concilium Legionis mit Sitz in Dublin.

## Vexillum Legionis
Das Vexillum Legionis (lateinisch für „Standarte der Legion“) ist ein zentrales Symbol der Legio Mariae und wird bei jeder offiziellen Versammlung auf einem Tischaltar aufgestellt. Es dient sowohl als spirituelles Zeichen der Zugehörigkeit als auch als äußeres Erkennungsmerkmal der Legion.
Die Standarte besteht aus einem metallenen Stab, der in einem Sockel mit Handschuhhalterung verankert ist, sodass sie auf einem Tisch aufgestellt werden kann. An der Spitze befindet sich eine Darstellung des Heiligen Geistes in Form einer herabfliegenden Taube, ergänzt durch die sogenannte Wundertätige Medaille (französisch: Médaille miraculeuse), die auf die Marienerscheinungen der heiligen Katharina Labouré zurückgeht.
Das Vexillum symbolisiert die geistliche Mission der Legion, die Welt durch die Wirkkraft des Heiligen Geistes zu erneuern – vermittelt durch die Fürsprache und das Vorbild Marias und ihrer geistlichen Kinder. Die Gestaltung greift bewusst militärische Anleihen auf, um den apostolischen Eifer und die disziplinierte Struktur der Legio Mariae zu unterstreichen.

## Spiritualität
Geistiger Vater der Legion ist der hl. Ludwig Maria Grignion von Montfort und die von ihm empfohlene Vollkommene Hingabe an Jesus durch Maria.
Ziel in der Legion ist die Heiligkeit der Mitglieder, aber auch der ganzen Welt. Die Legionäre wollen durch ihr Apostolat erreichen, dass Gott in der Welt mehr geliebt wird. Sie sollen in den Betreuten Christus sehen.

## Spezielle Aktivitäten
- Exploratio Dominicalis: Apostolatsarbeit eines Präsidiums an einem Sonntag, die meist in einer anderen Pfarre durchgeführt wird.
- Incola Mariae: Legionär, der einen freiwilligen mehrmonatigen Missionseinsatz im Ausland leistet.
- Peregrinatio Pro Christo (PPC): Auslandsapostolat der Legionäre während der Ferien für eine Dauer von ein bis zwei Wochen.
- Acies: Hauptfeier der Legion um den 25. März, bei der das Legionsversprechen erneuert wird.
- Gemeinschaftsfest: geselliges Beisammensein um den 8. Dezember, das Hochfest Mariä Empfängnis.
- Patrizierrunde: monatliches Treffen, zu dem auch Nichtlegionäre eingeladen werden, mit einem Referat und einem Gespräch über Glaubensfragen.

### Bücher
- Das Handbuch der Legion Mariens. Concilium Legionis Mariae, Dublin 1993.
- Die Legion Mariens: Apostolat in unserer Zeit. 2. Auflage. Senatus München, München 2004.
- Robert Bradshaw: Frank Duff. Gründer der Legion Mariens. Jugendverein für christlich katholische Werte, Maria Roggendorf 1994.
- Anna Coreth: Legio Mariae. In: Lexikon für Theologie und Kirche. 2. Auflage, 6. Band. Herder, Freiburg i. B. 1961.
- Anna Coreth: Frank Duff und die Legion Mariens. Katholische Akademie, Wien 1982.
- Frank Duff: Wie man die Welt erobert. Geschichte der Legio Mariae. Bernina, Klosterneuburg bei Wien 1955.
- Frank Duff: Der Geist der Legion Mariens. 2. Auflage. Freiburg i. B. 1960.
- Hilde Firtel: Ein Leben für Christus. Frank Duff und die Legion Mariens. EOS, St. Ottilien 1983, ISBN 3-88096-156-5.
- Frank Duff (Hrsg. Andreas Seidl): Dass Gott mehr geliebt werde! Geschichte der Legion Mariens. Jugendverein für christlich/katholische Werte, Maria Roggendorf 2003, ISBN 3-00-011150-6.
- Léon-Joseph Suenens: Theologie des Apostolates. Das Legionsversprechen im Lichte der katholischen Lehre. Rohr, Freiburg i. Br. 1952.
- Friedrich Wessely: Geist und Leben der Legion Mariens. 2. Auflage. Salterrae, Maria Roggendorf 1991.
- Friedrich Wessely: Wagnis für Gott. Wesen und Wirksamkeit der Legion Mariens. 3. Auflage. Salterrae, Maria Roggendorf 1991.

### Mitgliederzeitschriften
- Die Stimme der Legion erscheint vierteljährlich in Deutschland
- Regina Legionis erscheint alle zwei Monate in Österreich